# 阿尔戈 (阿拉巴马州)
阿尔戈（英語：Argo）是美国阿拉巴马州下属的一座城市。面积约为10.77平方英里（约合27.9平方公里）。根据2010年美国人口普查，该市有人口4,071人，人口密度为377.89/平方英里（约合145.91/平方公里）。